# Remigrație

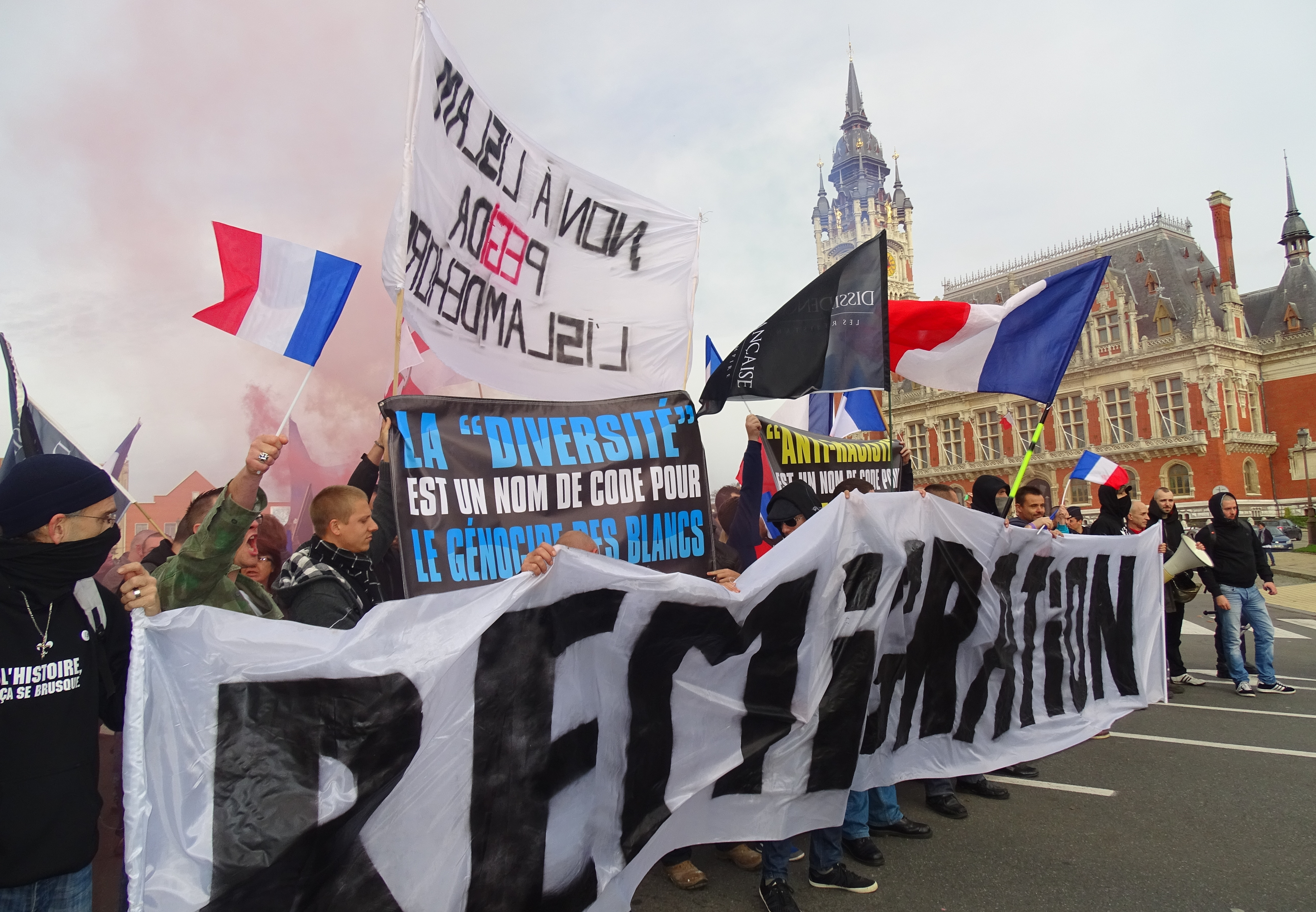
Proteste antiimigrație în Calais cu un banner prin care se cere reimigrație.

Remigrația - sau reimigrația - este un concept politic care definiește întoarcerea forțată a imigranților de altă origine decât cea europeană, inclusiv a copiilor acestora, în țările de origine, indiferent de cetățenie; procesul este considerat un tip de purificare etnică. Unii susținători ai reimigrației sugerează că o parte din persoanele de altă origine ar putea să rămână în țările europene în baza unor vag definite grade de asimilare și integrare în cultura europeană.
Susținătorii procesului promovează conceptul cu scopul obținerii unei omogenități „etno-culturale” și încercând să ascundă adevăratul lor plan: deportarea forțată a tuturor persoanelor de altă origine decât cea europeană. Conform Deutsche Welle, etnopluralismul, concept al mișcării Nouvelle Droite, face apel la necesitatea unui spațiu vital și segregat pentru fiecare etnie. Prin urmare, populațiile cu „origini străine” trebuie să fie deportate.
Prezentat de către extremiștii de dreapta ca soluție la imigrația în masă și așa-numita islamizare, reimigrația reprezintă o idee centrală a mișcării identitare. Cercetările realizate de Institutul pentru Dialog Strategic în aprilie 2019 au arătat o creștere a prezenței conceptului în conversațiile purtate pe Twitter între 2020 și 2019.

## Origine
Termenul a fost utilizat pentru prima dată în lucrările lui Andrew Willet, un teolog al Bisericii Anglicane la începutul secolului XVII.
Primele variante ale conceptului modern de reimigrație pot fi găsite în discursul mișcărilor franceze de extremă-dreapta precum Europe-Action, considerată „forma inițială” a mișcării Nouvelle Droite. Jean-PIerre Stirbois, secretarul general al Frontului Național la momentul respectiv, a utilizat pentru prima dată expresia „îi vom face să plece” (în franceză on les renverra) într-un interviu. Acesta a fost arhitectul primului succes electoral al FN în 1983, obținând aproape 17% din voturi în orașul Dreux datorită promisiunii de „a inversa curgerea migrației”. Încă din 2010, mișcarea identitară s-a implicat in diverse forme de agitprop sau „luptă culturală” (în franceză combat culturel) în încercarea de a promova conceptul în discursul politic francez.
Susținătorii remigrației utilizează deseori exemplele istorice ale expulzării germanilor din Europa Centrală și de Est după cel de-Al Doilea Război Mondial și ale „picioarelor negre” din Algeria în 1962 ca exemple de succes ale reimigrației forțate, cu toate că ambele evenimente au generat episoade de violență în care sute de mii de oameni și-au pierdut viețile spre finalul anilor '40.
În germană, termenul denotă reîntoarcerea unui individ în comunitatea sa etnică fără ca acesta să aibă o legătură cu țara de origine.

## Versiunea modernă
Începând din 2010, ideea de reimigrație a fost utilizată de către gânditorii și liderii politici ai mișcării identitare precum Guillaume Faye, Renaud Camus, Henry de Lesquen și Martin Sellner ca eufemism pentru deportarea în masă a imigranților de altă origine decât cea europeană și a locuitorilor născuți din imigranți (unele persoane sunt excluse în baza unor vag definite grade de asimilare a culturii europene) în țările de origine. Termenul este asociat cu conceptul de mare înlocuire care susține că populația albă și creștină a Europei este treptat înlocuită cu populații noneuropene, mai precis cu populații din Africa de Nord și Orientul Mijlociu prin imigrație în masă și creștere demografică.
În august 2017, protestatarii au purtat bannere prin orașul Québec în care se cerea remigrarea persoanelor de culoare din capitala provinciei. În aceeași luna s-a raportat cum Identity Evropa a susținut un proces identic în Statele Unite.
În august 2018, politicianul australian Blair Cottrell a susținut în mod public reimigrația, susținând deportarea „inimicilor țării mele” și executarea imigranților care refuză să plece.